# Oostenrijkse Nederlanden
De Oostenrijkse Nederlanden (Latijn: Belgium Austriacum of Belgica Austriaca) is de verzamelnaam voor de tien tot elf provinciën die de Zuidelijke Nederlanden vormden toen deze tussen 1715 en 1795 (behalve 1790) bestuurd werden door de Oostenrijkse tak van het huis Habsburg. De grondgebieden maakten in die periode staatkundig onderdeel uit van de Habsburgse monarchie. Soms wordt ook gesproken van de Keizerlijke Nederlanden, om onderscheid te maken met de Republiek der Zeven Verenigde Provinciën (Latijn: Belgium Foederatum).

## Oostenrijkse Habsburgers
Tijdens de Spaanse Successieoorlog waren de Spaanse Nederlanden onder het Anglo-Bataafs condominium gekomen. Ondanks de aanwezigheid van Nederlandse troepen werden de beide Nederlanden niet herenigd. Met de Vrede van Utrecht van 1713 werden zij aan de Oostenrijkse tak van het huis Habsburg toegewezen waarna de feitelijke overdracht plaatsvond in 1716. De Verenigde Provinciën behielden aanvankelijk nog enige militaire controle door garnizoenen in de barrièresteden. Maar onder keizer Jozef II werd besloten tot sloop van de vestingen der Nederlanden, met uitzondering van die van Antwerpen en Luxemburg, en namen keizerlijke troepen de macht over.
De overdracht aan de Oostenrijkers gebeurde vooral op aandringen van de Republiek en Groot-Brittannië, bondgenoten van Oostenrijk, die een buffer wilden behouden tussen Frankrijk en de Republiek. De Habsburgers zelf hadden weinig interesse voor de regio, uitgezonderd tijdens de oprichting van de Oostendse Compagnie door keizer Karel VI.
De Oostenrijkse Nederlanden behielden dan ook een verregaande autonomie in de steeds meer centraliserende Habsburgse staat. Oostenrijk probeerde verschillende keren de Zuidelijke Nederlanden te ruilen voor Beieren, waarbij de keurvorst van Beieren koning der Nederlanden of der Belgen zou worden. Al deze pogingen mislukten.

## Het grondgebied
Op 2 november 1714 werd Jozef van Königsegg als gevolmachtigd minister voor het bewind over de Oostenrijkse Nederlanden belast in naam van Karel VI bezit te nemen van de door het Verdrag van Utrecht toegewezen gewesten zodra het Barrièretraktaat (15 november 1715) ze tot zijn beschikking zou stellen: 
- Limburg (reeds door Oostenrijk bestuurd),
- Vlaanderen, Brabant en Mechelen (bestuurd door de conferentie der zeemogendheden, Brits-Staats),
- het Naamse en Luxemburg (bestuurd door de Spaanse landvoogd en Beierse keurvorst Maximiliaan Emanuel),
- het door de Verenigde Provinciën bezette Henegouwen,
- de door Lodewijk XIV van Frankrijk weer afgestane landen, het Doornikse en West-Vlaanderen (1713),
- Oostenrijks Gelre, het restant van het verdeelde Spaans Gelre.

Maximiliaan Emanuel had geen problemen gemaakt en vlot zijn beide provincies van hun eed van trouw ontslagen, en er zijn troepen weggehaald. De Verenigde Provinciën zouden pas in februari 1716 Brabant, Vlaanderen, Mechelen en Henegouwen weer afstaan en, de maand nadien, Roermond met het deel van Opper-Gelre dat zij in hun bezit hadden. West-Vlaanderen en het Doornikse ontruimden de door de Fransen aan de Nederlanders overgedragen gebied zelfs pas op 22 augustus 1719.

## Hervormingen
Een nieuwe bezetting door Franse troepen tijdens de Oostenrijkse Successieoorlog (1740-1748) en de Barrièrepolitiek van de Verenigde Provinciën bleven in de Zuidelijke Nederlanden de afkeer tegen de buren onderhouden en de interne solidariteit versterken.
In deze eeuw van de Verlichting kan de politiek van de regering van de Oostenrijkse Nederlanden als volgt worden samengevat:
- Zij streden tegen het lokale en provinciale particularisme en streefden naar een grotere centralisatie en uniformering van de instellingen.
- Op economisch gebied poogden zij de welvaart te herstellen en stimuleerden landbouw, nijverheid en handel.
- Zij streden tegen het analfabetisme en ontwikkelden een eerste onderwijsnet.
- Zij ijverden voor de lekenopvatting van de staat en de afschaffing van de voorrechten van de geestelijkheid.

Terwijl de eerste twee Oostenrijkse vorsten, Karel VI (1685-1740) en Maria Theresia (1717-1780), hun voorzichtige hervormingen geleidelijk doorvoerden, legde Jozef II (1741-1790) zijn radicale maatregelen in versneld tempo op. Jozef II begon na zijn troonsbestijging in 1780 het Habsburgse rijk op verlichte wijze te besturen. Na 1781 volgde het ene edict op het andere.
Eerst waren religieuze kwesties aan de beurt: in 1781 werden de tolerantie en de onafhankelijkheid van de Zuid-Nederlandse kloosterorden tegenover Rome afgekondigd, in 1783 volgde de opheffing van 163 kloosters. In 1786 werden te Leuven en Luxemburg algemene seminaries opgericht, waar iedereen die in de geestelijke stand wilde opgenomen worden, moest studeren. De oude bisschoppelijke seminaries verdwenen. Ook het staatsbestuur werd gereorganiseerd.
Op 1 januari 1787 vaardigde Jozef II een aantal edicten uit die het bestuurlijk en gerechtelijk apparaat volledig hervormden en de staatsmacht versterkten. De Collaterale Raden werden door de Algemene Regeringsraad vervangen, de zelfstandige Nederlandse provinciën door 9 kreitsen en 35 districten en de verschillende rechtbanken door een eenvormig juridisch stelsel (met een Nederlandstalig beroepshof in Brussel en een Frans- en Duitstalig in Luxemburg).

## Brabantse Omwenteling
Tegen het weinig diplomatieke optreden van Jozef II brak in juli 1789 de opstand van de Brabantse Omwenteling uit, die indirect ook een reactie was op het afschaffen van de Staten en het herroepen van de Blijde Inkomst. De opstand werd vooral gedragen door de conservatieve statisten (met Hendrik van der Noot en Johannes van Eupen) en vond steun binnen de clerus, de adel en de ambachten. Voor een hardere lijn kozen de progressieve vonckisten van Jan Frans Vonck en Jan Baptist Verlooy. Gewapende vonckisten verenigden zich zelfs in het geheime genootschap Pro Aris et Focis. Steun kregen de opstandelingen ook vanuit het Luikse revolutionairen, waar verzet was ontstaan tegen de macht van de clerus in het prinsbisdom.
Toen een patriottisch legertje van 2800 man onder leiding van generaal Jan Andries van der Meersch op 27 oktober 1789 te Turnhout een bescheiden overwinning op de Oostenrijkse troepen behaalde, laaide de nationale solidariteit hoog op. Op 11 januari 1790 werd, naar Amerikaans voorbeeld, de Verenigde Nederlandse Staten (Frans: États-belgiques-unis) uitgeroepen, met Hendrik van der Noot als eerste minister. 
De meningsverschillen met de progressisten kregen echter opnieuw de overhand en de "democraten" van Jan Frans Vonck moesten zelfs het land uitvluchten. In grote tegenstelling dus tot de revoluties, die op datzelfde ogenblik aan de gang waren, de Franse Revolutie en de Luikse revolutie, was de revolutie in Oostenrijkse Nederlanden behoudend. Er werd met Oostenrijk onderhandeld over een bepaalde vorm van autonomie.

## Oostenrijkse restauratie
In februari 1790 werd Leopold II keizer na de dood van zijn broer Jozef II. In november van dat jaar, nadat troepen waren vrijgekomen door het einde van een oorlog tegen de Turken, werden zowel de Oostenrijkse Nederlanden heroverd en  het prinsbisdom Luik veroverd door de Oostenrijkers.
De statisten, inclusief hun leider Hendrik van der Noot, vluchtten grotendeels naar Nederlandse Staats-Brabant en de vonckisten maakten gebruik van een amnestieregeling. De royalisten daarentegen werden voor hun trouw beloond met diverse functies. De statisten waren slechts ten dele gelukkig. In de praktijk hadden immers de royalisten de macht in handen.
De periode die volgde (januari 1791 tot november 1792) werd de Eerste Oostenrijkse Restauratie genoemd. De situatie van vóór Jozef II werd opnieuw hersteld. De radicale democraten zagen hun wantrouwen in Wenen bevestigd en trokken zich terug in Frankrijk, waar ze een Comité des Belges et Liégeois Unis (verenigde Nederlanders en Luikenaars) vormden. Dit comité stelde een centraliserend grondwetsproject op: één kamer, samengesteld via algemeen stemrecht, met ruime bevoegdheid en controlemogelijkheid op de uitvoerende macht. Van maart 1793 tot juli 1794 volgde nog de Tweede Oostenrijkse Restauratie.

## Voorafspiegeling van een onafhankelijk België
Hoe kort ook, toch kunnen deze revoluties essentieel genoemd worden voor de Belgische natievorming. Voor de eerste maal sinds de voor het zuiden ongelukkige afloop van de Tachtigjarige Oorlog hadden de bewoners van de verschillende vorstendommen, met inbegrip van het prinsbisdom Luik, zich verenigd en politiek gemobiliseerd onder de leuze van de volkssoevereiniteit (Comité des Belges et Liégeois Unis).
De partijvorming was gebeurd volgens lijnen die zouden worden doorgetrokken in de negentiende eeuw: een kerkpartij en een antiklerikale partij. Ook de herhaalde pogingen tot coalitie van statisten en vonckisten zouden in de herinnering voortleven. Door een verbinding te maken tussen de Brabantse (zwart-geel) en de Henegouwse (geel-rood) wapenkleuren was een vlag samengesteld, de voorloper van de huidige Belgische vlag.
In 1794 werden de Oostenrijkse Nederlanden tijdens de Eerste Coalitieoorlog door de Eerste Franse Republiek veroverd en in 1795 geannexeerd. Oostenrijk erkende dit verlies met de Vrede van Campo Formio in 1797.

Deelgebieden van de Oostenrijkse Nederlanden in 1789

## Gebieden
- Brabant
- Limburg en de Landen van Overmaas
- Doornik en het Doornikse
- Oostenrijks Gelre
- Henegouwen
- Luxemburg
- Mechelen
- Namen
- Vlaanderen
- West-Vlaanderen